# Cmentarz wojenny w Kosiłach
Cmentarz wojenny w Kosiłach – wojskowy cmentarz żołnierzy niemieckich poległych w czasie I wojny światowej w okolicach wsi Kosiły w powiecie grajewskim. Od 1987 roku obiekt figuruje w rejestrze zabytków. Na cmentarzu spoczywa 141 żołnierzy niemieckich.